# Chirotica pothina
Chirotica pothina là một loài tò vò trong họ Ichneumonidae.